# Iowa Writers’ Workshop
Der Iowa Writers' Workshop, offiziell das Program in Creative Writing, ist ein renommierter Studiengang für kreatives Schreiben an der University of Iowa.
Derzeitige Leiterin ist Lan Samantha Chang.
Der Studiengang begann 1936 mit der Versammlung von Dichtern und Prosa-Autoren unter der Leitung von Wilbur Schramm. Absolventen erhalten einen Master of Fine Arts.
Absolventen des Iowa Writers' Workshop haben zahlreiche Pulitzer-Preise und National Book Awards sowie weitere wichtige Literaturpreise gewonnen. 2003 erhielt der Workshop als erste Institution die National Humanities Medal der National Endowment for the Humanities.

## Pulitzer-Preisträger unter den Absolventen und Dozenten

### Belletristik
- Robert Penn Warren, 1947 Pulitzer für All the King’s Men, ehemaliges Fakultätsmitglied
- Wallace Stegner, 1972 Pulitzer für Angle of Repose, MA, 1932; PhD, Englisch, 1935
- James Alan McPherson, 1977 Pulitzer für Elbow Room, MFA, 1969; Fakultätsmitglied
- John Cheever, 1979 Pulitzer für The Stories of John Cheever, ehemaliges Fakultätsmitglied
- Jane Smiley, 1992 Pulitzer für A Thousand Acres, MA, 1975; MFA, Englisch, 1976; PhD, Englisch, 1978.
- Philip Roth, 1998 Pulitzer für American Pastoral, ehemaliger Dozent.
- Michael Cunningham, 1999 Pulitzer für Die Stunden (The Hours), MFA, Englisch, 1980.
- Marilynne Robinson, 2005 Pulitzer für Gilead, Dozent.
- Paul Harding, 2010 Pulitzer für Tinkers

### Journalismus
- Tracy Kidder, 1982 Pulitzer in general nonfiction für The Soul of a New Machine, MFA, 1974.

### Lyrik
- Karl Shapiro, 1945 Pulitzer für V-Letter and Other Poems, ehem. Dozent
- Robert Lowell, 1947 Pulitzer für Lord Weary's Castle, 1974 Pulitzer for The Dolphin, ehem. Dozent
- Robert Penn Warren, 1958 Pulitzer für Poems 1954-56, Now and Then, 1980 Pulitzer for Poems 1976-78, ehem. Dozent
- W. D. Snodgrass, 1960 Pulitzer für Heart's Needle, BA, 1949; MA, 1951; MFA, 1953
- John Berryman, 1965 Pulitzer für 77 Dream Songs, ehem. Dozent
- Anthony Hecht, 1968 Pulitzer für The Hard Hours, besuchte Workshop ohne Abschluss
- Donald Justice, 1980 Pulitzer für Selected Poems, Alumnus and ehem. Dozent
- Carolyn Kizer, 1985 Pulitzer für Yin, ehem. Dozent
- Rita Dove, 1987 Pulitzer für Thomas and Beulah, MFA, 1977
- Mona Van Duyn, 1991 Pulitzer für Near Changes, MA, Englisch, 1943
- James Tate, 1992 Pulitzer für Selected Poems, MFA, 1967
- Louise Glück, 1993 Pulitzer für The Wild Iris, ehem. Fakultätsmitglied
- Philip Levine, 1995 Pulitzer für The Simple Truth, MFA, 1957; ehem. Dozent
- Jorie Graham, 1996 Pulitzer für The Dream of the Unified Field, MFA, English, 1978; ehem. Dozent
- Charles Wright, 1998 Pulitzer für Black Zodiac, MFA, 1963
- Mark Strand, 1999 Pulitzer für Blizzard of One, MA, 1962; ehem. Dozent
- Robert Hass, 2008 Pulitzer für Time and Materials, häufiger Gast-Dozent
- Philip Schultz, 2008 Pulitzer für Failure, MFA, Englisch, 1971